# Edmond Ier
Vous lisez un « bon article » labellisé en 2021.
Edmond Ier, né en 920 ou 921 et mort le 26 mai 946, est roi des Anglais de 939 à sa mort.
Fils d'Édouard l'Ancien et petit-fils d'Alfred le Grand, il a pour mère Eadgifu, la troisième femme d'Édouard. Il monte sur le trône à la mort de son demi-frère aîné Æthelstan et se retrouve confronté au roi viking Olaf Gothfrithson, qui s'empare du royaume viking d'York et étend son autorité sur la région des Cinq Bourgs. Edmond est contraint d'accepter ce partage de l'Angleterre, mais il profite de la mort d'Olaf en 941 pour renverser la situation. Il reconquiert les Cinq Bourgs en 942, puis chasse Olaf Kvaran d'York en 944. L'année suivante, il mène une campagne dévastatrice contre les Bretons du royaume de Strathclyde et en confie la garde au roi écossais Malcolm Ier.
Edmond accorde sa confiance aux mêmes conseillers qu'Æthelstan, au premier rang desquels les évêques Ælfheah de Winchester et Oda de Ramsbury, qui est nommé archevêque de Cantorbéry en 941, ainsi que l'ealdorman Æthelstan Demi-Roi. Il subsiste trois codes législatifs promulgués sous son règne, qui s'efforcent de contrôler les faides meurtrières et témoignent du caractère de plus en plus sacré de l'institution royale.
Après un règne d'à peine six ans, Edmond trouve la mort dans une rixe à l'âge de vingt-cinq ans et son frère cadet Eadred lui succède. Ses deux fils Eadwig et Edgar, issus de son mariage avec Ælfgifu, deviennent rois à leur tour après Eadred.

## Contexte

Carte de l'Angleterre sous le règne d'Edmond.

Au début du Xe siècle, l'Angleterre est partagée en deux : au nord et à l'est se trouve le Danelaw, une colonie de peuplement danoise née des invasions vikings du siècle précédent, tandis que le sud et l'ouest sont occupés par le royaume anglo-saxon du Wessex, qui a victorieusement résisté aux assauts vikings sous le règne d'Alfred le Grand (r. 871-899). Son fils et successeur Édouard l'Ancien (r. 899-924) conquiert la région des Cinq Bourgs et l'Est-Anglie.
Le fils aîné d'Édouard, Æthelstan (r. 924-939), parachève l'unification de l'Angleterre en s'emparant du royaume viking d'York en 927. Il reçoit également la soumission des autres souverains de Grande-Bretagne : le roi d'Écosse, le roi de Strathclyde, le seigneur de Bamburgh (une poche anglo-saxonne ayant subsisté au nord du Danelaw, dans l'ancien royaume de Northumbrie) et les roitelets du pays de Galles. Sa suprématie est contestée en 937 par le roi viking de Dublin Olaf Gothfrithson, qui s'allie avec Constantin d'Écosse et Owain de Strathclyde pour envahir l'Angleterre. Leurs armées coalisées sont vaincues par Æthelstan à la bataille de Brunanburh, victoire qui renforce la position dominante de la maison de Wessex en Grande-Bretagne.

## Biographie

### Origines
Edmond est le fils du roi Édouard l'Ancien et de sa dernière femme Eadgifu, fille de l'ealdorman du Kent Sigehelm. Guillaume de Malmesbury indique qu'il est âgé d'environ dix-huit ans lorsqu'il monte sur le trône, ce qui implique qu'il est né en 920 ou en 921. Il a un frère cadet, Eadred, et deux sœurs, Eadburh, qui devient religieuse au Nunnaminster de Winchester, et Ælfgifu, épouse d'un « Louis, prince d'Aquitaine » non identifié.
Édouard a eu quatorze enfants, dont cinq fils, avec trois femmes différentes. Son fils aîné, Æthelstan, est né vers 894, mais sa mère Ecgwynn semble être morte ou avoir été répudiée avant l'avènement d'Édouard, en 899. Ce dernier épouse Ælfflæd peu après et ils ont deux fils : Ælfweard, qui meurt quelques semaines après son père en 924, et Edwin, mort noyé en 933. Le dernier mariage d'Édouard, celui avec Eadgifu, semble avoir pris place vers 919.

### Sous le règne d'Æthelstan

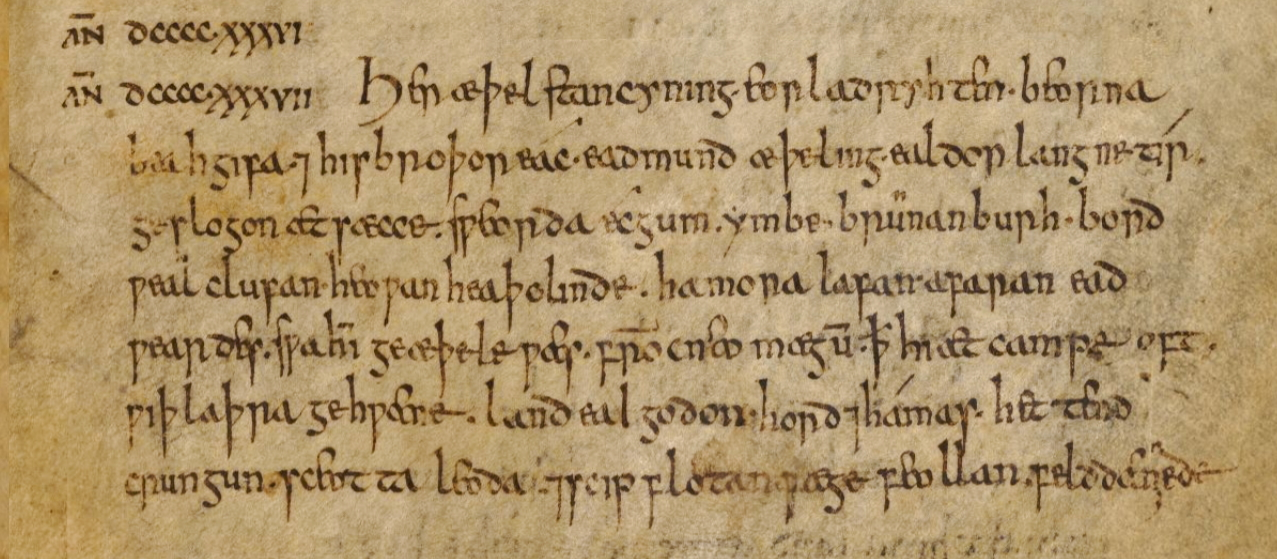
Le début du poème La Bataille de Brunanburh dans le manuscrit A de la Chronique anglo-saxonne. Le nom d'Edmond apparaît au milieu de la deuxième ligne : eadmund æþeling.

Édouard meurt le 17 juillet 924. Edmond, qui est encore très jeune, grandit à la cour de son demi-frère aîné Æthelstan, qui accueille notamment deux exilés d'Europe continentale : le futur duc de Bretagne Alain Barbetorte et le futur roi des Francs Louis d'Outremer, qui est à peu près de l'âge d'Edmond. Guillaume de Malmesbury affirme qu'Æthelstan a une grande affection pour Edmond et Eadred. Il est possible qu'Edmond l'ait accompagné dans sa grande expédition en Écosse en 934 : d'après la Historia de sancto Cuthberto, Æthelstan aurait demandé à Edmond de ramener son corps au sanctuaire de saint Cuthbert à Chester-le-Street dans l'éventualité de son décès,,.
En 937, Edmond participe à la bataille de Brunanburh aux côtés de son demi-frère aîné. La Chronique anglo-saxonne décrit l'affrontement sous la forme d'un poème allitératif qui salue tout particulièrement l'héroïsme d'Edmond, au point que l'historien Simon Walker estime qu'il a dû être rédigé sous son règne,. En 939, année de la mort d'Æthelstan, Edmond et Eadred apparaissent comme témoins sur la charte (S 446) qui atteste une donation du roi à leur sœur Eadburh. Ils y portent le titre de « frère du roi » (regis frater). Au-delà de leur lien de parenté avec la donataire, leur présence reflète peut-être leur position en tant qu'héritiers potentiels du trône, surtout si le roi savait sa mort prochaine. Il s'agit de la seule charte authentique d'Æthelstan connue sur laquelle Edmond témoigne,.
Æthelstan meurt le 27 octobre 939 sans laisser d'enfants. Edmond lui succède sans heurt et pourrait avoir été sacré à Kingston upon Thames le 1er décembre de la même année,,.

### Arrivée au pouvoir et lutte pour la Northumbrie

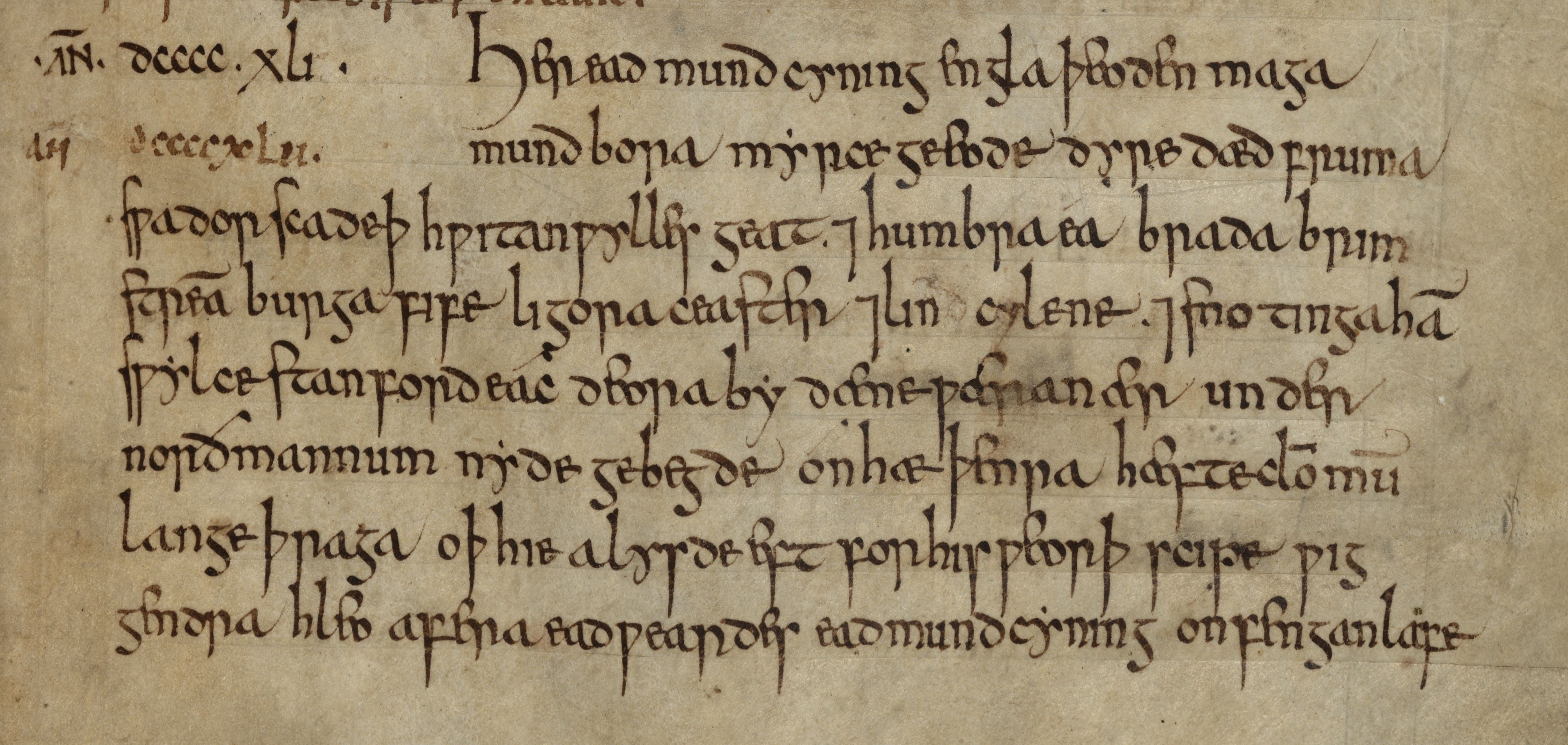
Le poème La Prise des Cinq Bourgs dans le manuscrit A de la Chronique anglo-saxonne.

Bien qu'il ne soit pas confronté à un ætheling rival, comme son demi-frère et son père l'ont été, Edmond n'est pas accepté comme roi dans toute l'Angleterre. Le manuscrit D de la Chronique anglo-saxonne rapporte que « les Northumbriens trahirent leurs serments et choisirent pour roi Anlaf d'Irlande, ». Cet Anlaf n'est autre qu'Olaf Gothfrithson, roi viking de Dublin depuis 934 et participant à la coalition vaincue à Brunanburh. Il arrive à York avant la fin de 939 et envahit le nord-est de la Mercie l'année suivante. Repoussé devant Northampton, il s'empare de l'ancienne résidence royale mercienne de Tamworth. À la tête de ses troupes, Edmond intercepte Olaf à Leicester alors qu'il se dirige vers le nord. L'intervention comme médiateurs des archevêques Wulfstan d'York et Oda de Cantorbéry permet d'empêcher une bataille entre les deux armées. Un traité est conclu à Leicester par lequel Olaf obtient toute la région des Cinq Bourgs, c'est-à-dire les villes de Derby, Leicester, Lincoln, Nottingham et Stamford.
Ce recul anglais, le premier depuis les campagnes d'Édouard l'Ancien, est de courte durée. Olaf meurt en 941 et Edmond est en mesure de reconquérir les Cinq Bourgs dès l'année suivante. La Chronique anglo-saxonne consacre un poème allitératif à cette victoire anglaise, La Prise des Cinq Bourgs, qui insiste sur la solidarité entre Anglais et Danois chrétiens dans la région reconquise par Edmond. Néanmoins, ce poème pourrait avoir été rédigé bien plus tard et ne décrit peut-être pas la réalité du terrain à l'époque.
En 943, Olaf Kvaran, cousin et successeur d'Olaf Gothfrithson à York, reçoit le baptême. Son parrain n'est autre qu'Edmond, ce qui suggère qu'il reconnaît sa suzeraineté. Edmond est également le parrain d'un autre roi viking d'York, Ragnall, et un troisième roi nommé Sihtric est attesté au même moment. Ces trois rois exercent apparemment le pouvoir de manière conjointe, à en juger par leurs émissions monétaires qui partagent le même dessin. Ils sont chassés en 944 par Edmond, qui prend le contrôle d'York avec l'aide de l'archevêque Wulfstan, ancien soutien des Vikings, et de l'ealdorman Æthelmund qu'il a nommé en Mercie en 940.

### Relations avec les royaumes bretons

Le pays de Galles à l'époque d'Edmond.

Edmond hérite de l'hégémonie exercée par Æthelstan sur les royaumes bretons du pays de Galles. Cependant, Idwal Foel, roi du Gwynedd, semble avoir profité des débuts difficiles d'Edmond pour se dégager de son autorité, allant peut-être jusqu'à apporter son appui à Olaf Gothfrithson. Les Annales Cambriae indiquent qu'il est tué par les Anglais en 942 et son royaume est ensuite conquis par le Deheubarth de Hywel Dda. Les rois gallois apparaissent moins fréquemment comme témoins sur les chartes d'Edmond que sur celles d'Æthelstan ou sur celles de son successeur Eadred, mais l'historien David Dumville considère qu'il n'y a pas lieu d'y voir les traces d'une éclipse de l'hégémonie anglaise sur la région,.
Au sud-ouest, une charte de 944 concernant un terrain situé dans le Devon (S 498) décrit Edmond comme « roi des Anglais et souverain de cette province bretonne ». Cette formulation inhabituelle pourrait impliquer que l'ancien royaume breton de Domnonée reste encore intégré de manière imparfaite au royaume d'Angleterre. Simon Keynes envisage cependant qu'elle puisse être le produit d'une forme « d'interférence locale ».
Au nord, Edmond mène une campagne contre le royaume de Strathclyde en 945. Le chroniqueur du XIIIe siècle Roger de Wendover rapporte qu'il bénéficie de l'appui de Hywel Dda et qu'il fait aveugler deux des fils du roi Dyfnwal ab Owain, probablement pour priver leur père d'héritiers aptes,. Il confie le Strathclyde au roi écossais Malcolm Ier, qui s'engage à défendre la région sur terre et sur mer. Les historiens interprètent de diverses manières cette situation. Pour David Dumville et Thomas Charles-Edwards, Malcolm obtient le Strathclyde mais doit en échange reconnaître la suzeraineté d'Edmond,. En revanche, Ann Williams estime qu'Edmond cède la région à Malcolm en échange d'une alliance contre les Vikings de Dublin. Aux yeux de Frank Stenton et Sean Miller, Edmond reconnaît par cet accord que le royaume d'Angleterre ne peut s'étendre au-delà des frontières de la Northumbrie,.
L'hagiographie du moine écossais Cathróe indique qu'il traverse l'Angleterre pendant son voyage vers l'Europe continentale. Edmond l'aurait convoqué à sa cour avec l'archevêque Oda avant de l'escorter en grande pompe jusqu'au port de Lympne, où l'attend le navire qui doit lui faire traverser la Manche. Il est vraisemblable que la cour d'Edmond ait accueilli d'autres moines d'origine celtique.

### Relations avec l'Europe continentale
En invitant des érudits étrangers à sa cour et en mariant ses sœurs à des princes du continent, Æthelstan a noué des liens étroits avec plusieurs royaumes d'Europe. Edmond est ainsi l'oncle du roi de Francie occidentale Louis IV et le beau-frère du roi de Francie orientale Otton Ier. Les relations diplomatiques du règne d'Edmond ne sont pas complètement documentées, mais il poursuit les alliances établies par son prédécesseur et accueille à sa cour des délégations envoyées par Otton,. Au début des années 940, Edmond et Otton interviennent en faveur de leur neveu Louis lorsqu'il est fait prisonnier par le duc des Francs Hugues le Grand. Ce dernier accepte de libérer le roi en échange de la ville de Laon.
Il ne subsiste guère de traces des relations entre le clergé anglais et celui du continent sous le règne d'Edmond, mais ici aussi, les liens établis sous le règne d'Æthelstan ont dû persister. Une indication de ces liens est la présence du nom du roi dans le liber vitæ de l'abbaye de Pfäfers, qui pourrait y avoir été inscrit à la demande de l'archevêque Oda lorsqu'il se rend à Rome pour y recueillir son pallium,.

### Mort et succession

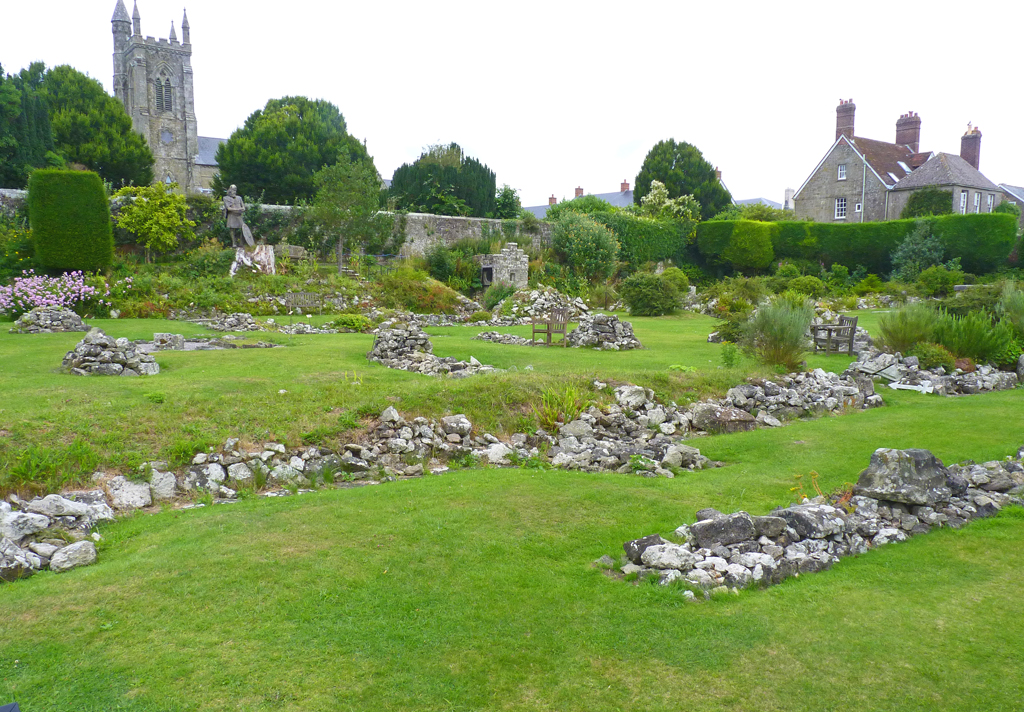
Les ruines de l'abbaye de Shaftesbury.

Edmond trouve la mort le 26 mai 946 dans une échauffourée à Pucklechurch, dans le Gloucestershire. Le chroniqueur du XIIe siècle Jean de Worcester rapporte qu'il est tué par un voleur nommé Leofa en voulant défendre son intendant. Clare Downham et Kevin Halloran estiment qu'Edmond est en réalité victime d'un assassinat aux motivations politiques,,, mais la plupart des historiens ne remettent pas en question le récit traditionnel de sa mort,.
Edmond s'est marié à deux reprises. Avec sa première femme, Ælfgifu, il a deux fils, Eadwig et Edgar. Dans la mesure où le second est né en 943, ses parents ont dû se marier aux alentours de l'avènement d'Edmond. Le nom du père d'Ælfgifu est inconnu, mais sa mère Wynflæd est citée dans une charte d'Edgar qui confirme une donation de sa part à l'abbaye de Shaftesbury. Comme sa mère, Ælfgifu est une mécène de l'abbaye de Shaftesbury, où elle est inhumée à sa mort, en 944, et où elle est vénérée comme sainte par la suite. La deuxième femme d'Edmond, Æthelflæd, n'a pas d'enfants avec lui et lui survit ; elle est encore en vie en 991. Son père Ælfgar devient ealdorman d'Essex en 946 et Edmond lui offre une épée décorée d'or et d'argent qu'Ælfgar remet par la suite au roi Eadred. Æthelflæd se remarie après la mort d'Edmond avec Æthelstan Rota, ealdorman dans le sud-est de la Mercie,.
Le roi défunt est inhumé à l'abbaye de Glastonbury, dans le Somerset, dirigée par l'abbé Dunstan. Dans la mesure où sa mort était inattendue, le choix de ce lieu implique sans doute simplement que Dunstan a été le plus rapide à s'assurer le contrôle de la dépouille du roi. Il ne reflète pas forcément l'approbation par la couronne du mouvement de réforme monastique, ni même le prestige spirituel que pourrait posséder ce monastère.
Les deux fils d'Edmond étant encore très jeunes, c'est son frère cadet Eadred qui monte sur le trône. Le fils aîné d'Edmond, Eadwig, devient roi à la mort d'Eadred, en 955.

## Aspects du règne

### Le gouvernement du royaume
Edmond hérite des intérêts de son frère et de ses principaux conseillers, parmi lesquels l'ealdorman Æthelstan et les évêques Ælfheah le Chauve et Oda. Edmond nomme Oda archevêque de Cantorbéry en 941, faisant de lui le primat de l'Église anglaise. L'autorité d'Æthelstan s'étend sur l'Est-Anglie, les Midlands de l'Est et l'Essex, ce qui lui vaut d'être surnommé « Demi-Roi ». Dans les années qui suivent l'avènement d'Edmond, ses frères Æthelwold et Eadric deviennent également ealdormen, et sa femme Ælfwynn sert de mère nourricière au prince Edgar. La puissance dont bénéficie cette famille, qui administre plus de la moitié du royaume, est comparable à celle de la maison de Godwin un siècle plus tard selon l'historien Cyril Hart. La mère du roi, Eadgifu, retrouve également une place prépondérante à la cour après une période de retrait sous le règne de son beau-fils.
Jusqu'au milieu de 940, les chartes d'Edmond présentent les mêmes témoins que les dernières d'Æthelstan, mais elles incluent par la suite quatre ealdormen supplémentaires, dont trois localisés en Mercie, peut-être pour renforcer les positions de la maison de Wessex face à Olaf Gothfrithson. Alaric Trousdale estime que l'année 943 marque un tournant. Avant cette date, Edmond s'efforce de renforcer les liens avec ses sujets de Mercie et d'Est-Anglie et d'éliminer les résistances régionalistes. Après 943, il se concentre davantage sur le gouvernement du Wessex proprement dit.
La présence d'Eadgifu et d'Eadred sur de nombreuses chartes d'Edmond reflète un fort degré de coopération familiale, sans parallèle connu dans l'histoire de la royauté anglo-saxonne. Sa mère apparaît sur un tiers de ses chartes, dont toutes celles concernant des dons à des membres du clergé ou à des institutions religieuses, toujours avec le titre de « mère du roi » (regis mater). Son frère apparaît quant à lui sur plus de la moitié de ses chartes, le plus souvent avec le titre de « frère du roi » (frater regis), mais à deux reprises avec celui de cliton, équivalent du vieil-anglais ætheling désignant un prince du sang éligible à la succession,,.

### La monnaie

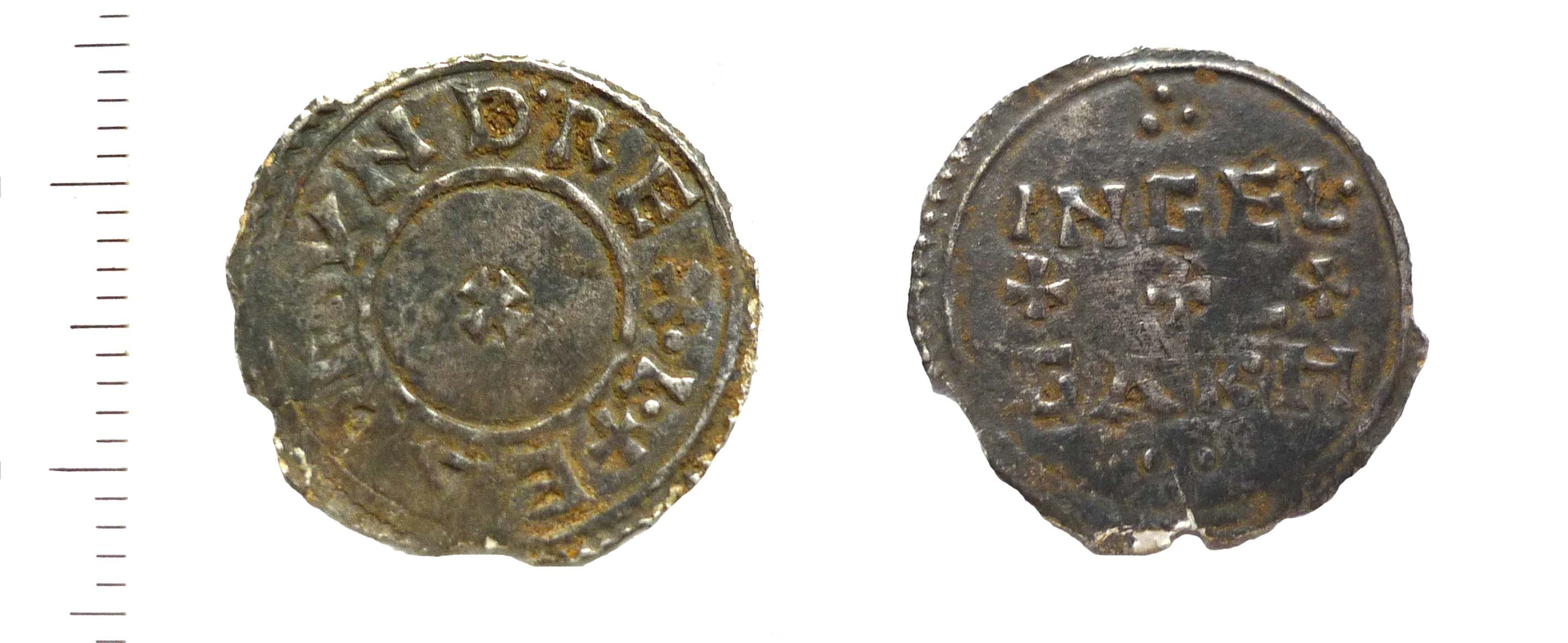
Un penny d'Edmond de type H.

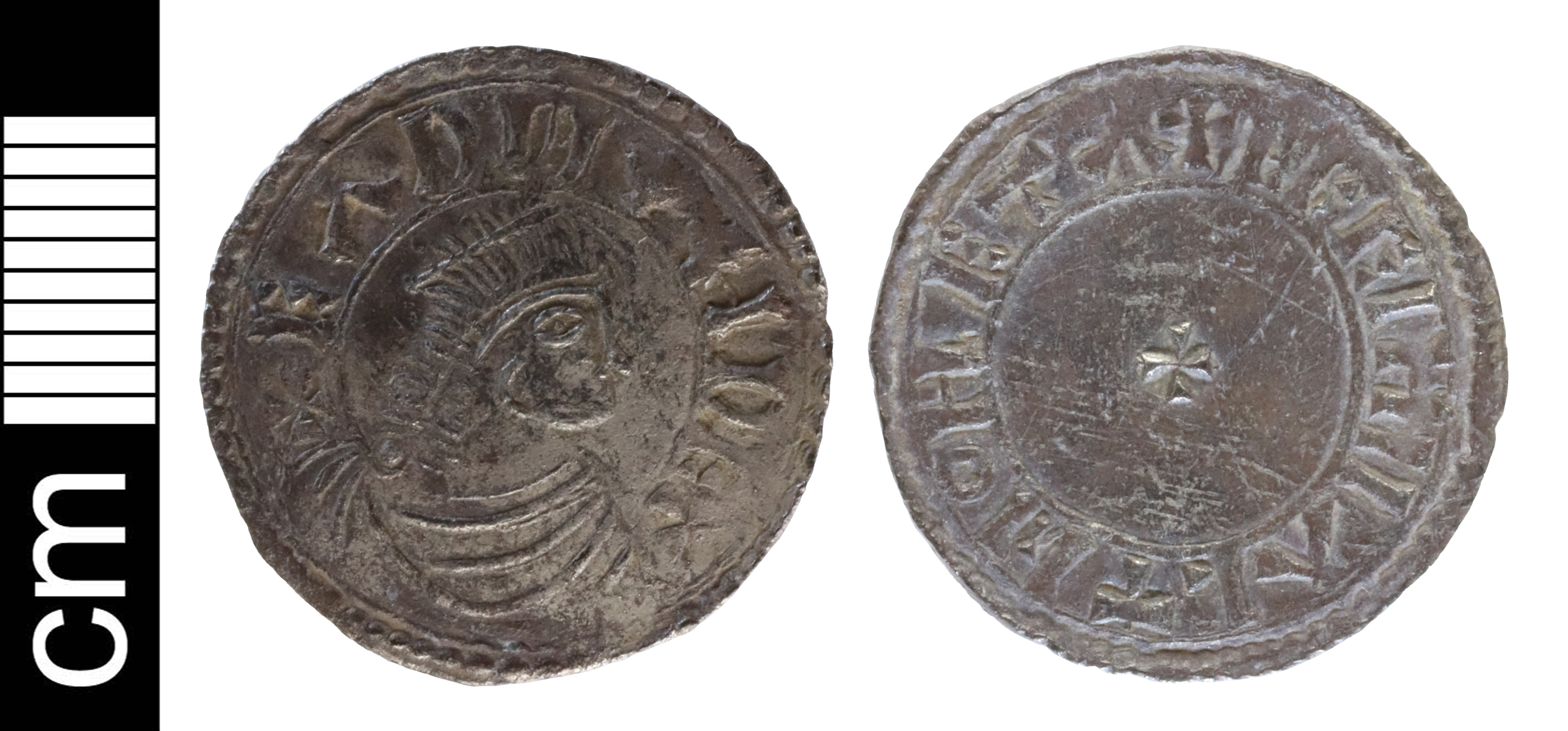
Un penny d'Edmond de type BC.

À l'époque d'Edmond, la seule pièce de monnaie utilisée de manière courante en Angleterre est le penny en argent. La majorité des pennies frappés sous son règne appartiennent au type « Horizontal » (H), avec le nom du roi qui encercle une décoration centrale (le plus souvent une croix) à l'avers et le nom du monnayeur écrit horizontalement au revers. En Est-Anglie et dans les comtés danois, un autre type de pièce est attesté, le « Bust Crowned » (BC), avec un portrait souvent grossier du roi à l'avers. Un nombre significatif de pièces frappées sous Æthelstan indiquent le nom de la ville où elles ont été frappées, mais cette précision se raréfie dès avant l'avènement d'Edmond, sauf à Norwich où elle persiste dans les années 940 sur les pièces de type BC.
La diminution du poids des pièces, déjà entamée sous le règne d'Æthelstan, se poursuit sous celui d'Edmond. Elle s'accélère à partir de 940 environ et ne prend fin qu'avec la grande réforme monétaire d'Edgar, vers 973. Néanmoins, le taux d'argent dans ces pièces ne semble pas avoir décru à l'époque d'Edmond. Les frappes monétaires connaissent également une diversité régionale accrue qui dure une vingtaine d'années, jusqu'au début du règne d'Edgar,.

### La législation
Edmond poursuit l'œuvre de réforme légale entreprise par Æthelstan, et son petit-fils Æthelred le Malavisé le mentionne dans une liste de « sages législateurs » du passé. Il subsiste trois codes pénaux promulgués sous son règne, que les historiens appellent I Edmund, II Edmund et III Edmund. Leur chronologie relative ne fait aucun doute, bien qu'il soit impossible de leur assigner une date. Le premier traite d'affaires religieuses, tandis que les deux autres s'intéressent à l'ordre public.
Le code pénal I Edmund est promulgué à l'occasion d'un conseil organisé par le roi à Londres auquel assistent les archevêques Oda et Wulfstan. Il ressemble fortement aux « constitutions » promulguées à une date antérieure par Oda. Les membres du clergé qui ne sont pas célibataires risquent de perdre leurs biens et de se voir refuser une sépulture en terre consacrée. D'autres articles concernent la dîme et la restitution des biens du clergé,. L'importance croissante du caractère sacré de l'institution royale est perceptible dans la clause qui interdit aux meurtriers impénitents de se trouver en présence du roi,. Le code condamne également les faux témoignages et l'emploi de drogues magiques (deux crimes qui impliquent de rompre un serment chrétien), ce qui fait d'Edmond l'un des rares rois anglo-saxons à légiférer contre la sorcellerie.
Dans le code II Edmund, le roi salue la manière dont ses sujets luttent contre le vol. Le texte met l'accent sur l'autorité et la dignité royale tout en encourageant les initiatives locales dans le maintien de l'ordre. Le roi et ses conseillers indiquent néanmoins être « grandement troublés par les nombreux actes de violence illégaux qui prennent place parmi nous » et souhaitent promouvoir « la paix et la concorde ». Leur objectif principal avec ce code est de réguler et contrôler les vengeances familiales, les faides. Les meurtriers sont invités à verser une compensation monétaire (wergeld) aux proches de leur victime. Si le wergeld n'est pas payé, la faide peut se poursuivre, mais il est interdit de s'en prendre au meurtrier s'il se trouve dans une église ou dans un manoir royal. Si la famille du meurtrier l'abandonne et refuse de contribuer au wergeld ou de le protéger, elle est exemptée de la faide, et si les proches de la victime s'en prennent à eux, ils encourent l'hostilité du roi et risquent de perdre tous leurs biens. L'historienne Dorothy Whitelock estime que la nécessité de mieux encadrer les faides est liée à l'arrivée de colons de Scandinavie qui jugent plus viril de régler ce type de conflit par la violence qu'à travers une transaction financière. Le texte de II Edmund présente un certain nombre d'emprunts lexicaux au vieux norrois, comme hamsocn, qui désigne le crime consistant à attaquer une ferme, puni par la perte de tous ses biens pour l'assaillant, ainsi que la mort si le roi en décide ainsi.
Promulgué à Colyton, dans le Devon, le code III Edmund énonce clairement, pour la première fois en Angleterre et dans des termes inspirés du droit carolingien, les liens personnels de loyauté et d'obéissance qui relient les grands hommes du royaume à leur souverain. La punition divine constitue une menace cruciale dans une société où les moyens de punir la déloyauté sont limités,,. Plusieurs articles soulignent les devoirs des seigneurs vis-à-vis de leurs serviteurs. Le vol, en particulier le vol de bétail, est également le sujet d'un certain nombre d'articles : la collaboration de toute la population est attendue pour la capture des voleurs de bétail et les esclaves coupables de vol sont punis par la mort ou la mutilation,. C'est dans ce code pénal que figure la première mention du hundred, unité d'administration locale : quiconque refuse d'aider à la capture d'un voleur doit verser 120 shillings au roi et 30 shillings au hundred,,.
Ann Williams remarque que les deux derniers codes d'Edmond exposent clairement les fonctions des quatre piliers de la société médiévale : le roi, le seigneur, la famille et la communauté. Tout en notant leurs disparités, Patrick Wormald insiste sur leurs points communs, en particulier dans le domaine rhétorique. Alaric Trousdale estime que l'œuvre législative d'Edmond innove en accordant un pouvoir accru aux autorités locales dans le domaine de l'application des lois, ainsi que dans le financement des institutions locales.

### La religion
Le grand mouvement religieux anglais du Xe siècle, la réforme bénédictine, atteint son apogée sous le règne d'Edgar, mais ses prémices sont visibles dès l'époque d'Edmond à l'instigation des moines Oda et Dunstan, qui sont élevés à la dignité d'archevêque de Cantorbéry sous Edmond et Edgar respectivement. Oda est proche des centres réformateurs du continent, notamment l'abbaye de Fleury, et fait partie des principaux personnages de la cour d'Angleterre dès le règne d'Æthelstan,,. D'après son hagiographe, Dunstan est lui aussi influent à la cour d'Edmond jusqu'à ce que ses rivaux obtiennent son renvoi ; mais le roi aurait changé d'avis après avoir frôlé la mort et lui aurait alors offert un domaine à Glastonbury comprenant son abbaye. Les historiens modernes n'acceptent pas tous les détails de ce récit : Dunstan n'apparaît sur aucune charte du règne d'Edmond, contrairement à son frère, ce qui remet en question son influence à la cour à cette époque. Même si Edmond offre effectivement l'abbaye de Glastonbury à Dunstan, c'est peut-être pour éloigner de la cour un fauteur de troubles. Le roi effectue cependant de nombreuses donations à Glastonbury qui posent les bases de la richesse et du prestige de cette abbaye. Dunstan y est rejoint par Æthelwold et les deux hommes se consacrent à l'étude au cours des années qui suivent. Sous leur égide, Glastonbury devient le premier foyer de la réforme monastique en Angleterre.
Sous le règne d'Edgar, le monachisme bénédictin promu par Æthelwold et son entourage est considéré comme l'unique mode de vie religieuse acceptable, mais ce n'est pas le cas à l'époque d'Edmond. Si le roi souhaite apporter son soutien à l'Église, il n'est pas attaché à une idéologie ou à un mouvement en particulier et ses donations s'inscrivent dans la continuité de celles d'Æthelstan. En 944, quand Gérard de Brogne impose la règle bénédictine à l'abbaye Saint-Bertin de Saint-Omer, les moines qui refusent ce changement s'enfuient en Angleterre où Edmond les accueille dans une église de Bath qui appartient à la couronne. Ce geste pourrait s'expliquer par des raisons personnelles (le demi-frère d'Edmond, Edwin, a été enterré par les moines de Saint-Bertin après sa noyade en mer en 933), mais il montre dans tous les cas qu'aux yeux d'Édouard, la règle bénédictine n'est pas la seule règle monastique valable,. Une charte de 945 voit Edmond accorder des privilèges à l'abbaye de Bury St Edmunds, un monastère non réformé, mais l'authenticité de ce document est débattue,.
Le renouveau religieux dont témoignent les prémices de la réforme bénédictine s'exprime également par le nombre élevé de femmes de la noblesse qui décident d'entrer dans les ordres. Edmond effectue sept donations à de telles femmes, parmi lesquelles une religieuse nommée Ælfgyth (S 493), mécène de l'abbaye de Wilton, et une certaine Wynflæd (S 485) qui est presque certainement la mère de sa première femme,,. Ce phénomène s'étend au-delà des bornes de son règne : deux donations similaires sont effectuées par son prédécesseur Æthelstan et quatre autres par son successeur Eadred, après quoi cette pratique cesse brutalement. Sa signification exacte reste floue, mais elle permet vraisemblablement aux femmes nobles d'inclinaison religieuse de choisir la manière dont elles souhaitent assouvir cette vocation, soit en fondant un couvent, soit en menant une existence religieuse dans leurs propres demeures.
Edmond profite vraisemblablement de sa campagne contre le Strathclyde en 945 pour se rendre au sanctuaire de saint Cuthbert à Chester-le-Street, où il invoque la protection du saint pour lui-même et pour son armée. Ses hommes font une offrande de 60 £ au sanctuaire et le roi offre directement au corps du saint deux bracelets en or et deux pallia græca, des pièces de soie byzantine,,. Il confirme également les droits de la communauté de Chester-le-Street sur les domaines qu'elle détient. Son soutien et son respect témoignent à la fois de la puissance politique de cette communauté dans le Nord et de la ferveur avec laquelle le culte de saint Cuthbert est observé dans le Sud,,. Guillaume de Malmesbury indique par ailleurs qu'Edmond rapporte dans le Sud les reliques de plusieurs saints northumbriens, comme Aidan de Lindisfarne, et les confie à l'abbaye de Glastonbury.

## Postérité

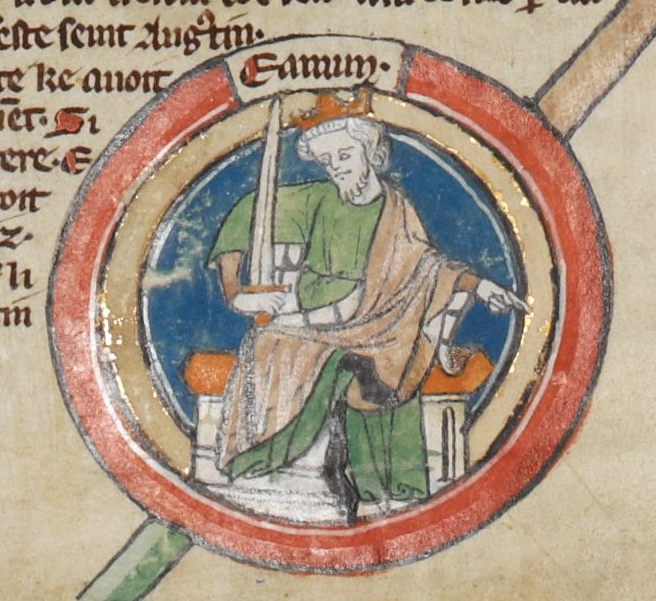
Edmond dans un manuscrit généalogique du début du XIVe siècle (MS Royal MS 14 B, British Library).

Edmond est mort à vingt-cinq ans tout au plus, après un règne d'à peine six ans. Comme son frère cadet Eadred (r. 946-955) et son fils aîné Eadwig (r. 955-959), il tend à être négligé par les historiens qui s'intéressent davantage aux grandes figures du Xe siècle anglais que sont Æthelstan et Edgar. Pour certains, comme Barbara Yorke et Cyril Hart, Edmond apparaît comme un souverain falot, soumis à l'autorité de sa mère Eadgifu et des grands ealdormen du royaume comme Æthelstan Demi-Roi,. Ann Williams et Frank Stenton estiment en revanche qu'il sait faire preuve d'énergie et d'efficacité dans les domaines militaire et politique,. David Dumville suggère qu'il aurait pu devenir l'un des monarques les plus remarquables de la période anglo-saxonne s'il n'était pas mort aussi jeune.
Dans sa thèse de doctorat consacrée au règne d'Edmond soutenue en 2007, Alaric Trousdale lui attribue un rôle crucial dans la formation du royaume d'Angleterre au Xe siècle. Il discerne dans sa législation un désir d'accroître la coopération entre les différents niveaux administratifs du royaume, ainsi qu'une intégration accrue des intérêts des grandes familles de Mercie et d'Est-Anglie, régions récemment acquises par la maison de Wessex. À ses yeux, Edmond s'éloigne en outre du modèle centralisateur d'Æthelstan au profit d'une collaboration plus équitable avec les autorités locales, aussi bien laïques que religieuses.

### Sources primaires
- (en) Susan Kelly (éd.), Charters of Shaftesbury Abbey, Oxford, Oxford University Press, 1996 (ISBN 978-0-19-726151-4).
- (en) Roger A. B. Mynors (éd.), Rodney M. Thomson (éd.) et Michael Winterbottom (éd.), William of Malmesbury : Gesta Regum Anglorum, The History of the English Kings, Oxford, Clarendon Press, 1998 (ISBN 978-0-19-820678-1).
- (en) Agnes Robertson (éd.), The Laws of the Kings of England from Edmund to Henry I, Cambridge, Cambridge University Press, 1925.
- (en) Ted Johnson South (éd.), Historia de Sancto Cuthberto : a history of Saint Cuthbert and a record of his patrimony, Cambridge, D. S. Brewer, 2002 (ISBN 0-85991-627-8).
- (en) Michael Swanton (trad.), The Anglo-Saxon Chronicle, Routledge, 1996 (ISBN 0-415-92129-5).
- (en) Dorothy Whitelock (éd.), English Historical Documents v.1. c. 500–1042, Eyre & Spottiswoode, 1979 (1re éd. 1955) (ISBN 978-0-415-14366-0).

### Sources secondaires
- (en) Richard Abels, Lordship and Military Obligation in Anglo-Saxon England, Berkeley, University of California Pres, 1988 (ISBN 978-0-520-05794-4).
- (en) John Blair, The Church in Anglo-Saxon Society, Oxford, Oxford University Press, 2005 (ISBN 978-0-19-921117-3).
- (en) Christopher Blunt, « The Crowned Bust Coinage of Edmund 939–946 », The British Numismatic Journal, vol. 40,‎ 1971, p. 17-21.
- (en) Christopher Blunt, Ian Stewart et Stewart Lyon, Coinage in Tenth-Century England : From Edward the Elder to Edgar's Reform, Oxford, Oxford University Press, 1989 (ISBN 978-0-19-726060-9).
- (en) Gerald Bonner, « St Cuthbert at Chester-le-Street », dans Gerald Bonner, David Rollason & Clare Stancliffe (éd.), St Cuthbert, his Cult and his Community to AD 1200, Woodbridge, The Boydell Press, 1989 (ISBN 978-0-85115-510-4), p. 387-395.
- (en) Andrew Breeze, « Armes Prydein, Hywel Dda and the Reign of Edmund of Wessex », Études celtiques, vol. 33,‎ 1997, p. 209-222 (DOI 10.3406/ecelt.1997.2119).
- (en) Nicholas Brooks, The Early History of the Church of Canterbury : Christ Church from 597 to 1066, Leicester University Press, 1984 (ISBN 0-7185-0041-5).
- (en) Nicholas Brooks, « The Careet of St Dunstan : His Life, Times and Cult », dans Nigel Ramsay, Margaret Sparks & Tim Tatton-Brown (éd.), St Dunstan, Woodbridge, The Boydell Press, 1992 (ISBN 978-0-85115-301-8), p. 1-23.
- (en) James Campbell, « England, France, Flanders and Germany: Some Comparisons and Connections », dans David Hill (éd.), Ethelred the Unready : Papers from the Millenary Conference, Oxford, B.A.R., 1978 (ISBN 978-0-86054-043-4), p. 255-270.
- (en) T. M. Charles-Edwards, Wales and the Britons, 350–1064, Oxford, Oxford University Press, 2013 (ISBN 978-0-19-821731-2).
- (en) Tim Clarkson, Strathclyde and the Anglo-Saxons in the Viking Age, Édimbourg, John Donald, 2014 (ISBN 978-1-906566-78-4).
- (en) Clare Downham, « The Chronology of the Last Scandinavian Kings of York, AD 937-954 », Northern History, vol. 40, no 1,‎ 2003, p. 25-51 (DOI 10.1179/007817203792207979).
- (en) Clare Downham, Viking Kings of Britain and Ireland : The Dynasty of Ívarr to A.D. 1014, Édimbourg, Dunedin Academic Press, 2007, 338 p. (ISBN 978-1-903765-89-0).
- (en) David Dumville, « The Ætheling: a Study in Anglo-Saxon Constitutional History », Anglo-Saxon England, vol. 8,‎ 1979, p. 1-33 (DOI 10.1017/s026367510000301x).
- (en) David Dumville, « Brittany and Armes Prydein Vawr », Études celtiques, vol. 20,‎ 1983, p. 145-159 (DOI 10.3406/ecelt.1983.1736).
- (en) David Dumville, « Learning and the Church in the England of King Edmund I, 939-946 », dans Wessex and England from Alfred to Edgar, Woodbridge, 1992 (ISBN 0851153089).
- (en) Herbert Finberg, West-Country Historical Studies, Newton Abbot, David & Charles, 1969 (OCLC 641531585).
- (en) Sarah Foot, Veiled Women, Vol. II, Aldershot, Ashgate, 2000 (ISBN 978-0-7546-0044-2).
- (en) Sarah Foot, Æthelstan : The First King of England, New Haven, Yale University Press, 2011 (ISBN 978-0-300-12535-1).
- (en) Hero Granger-Taylor, « The Inscription on the Nature Goddess Silk », dans Gerald Bonner, David Rollason & Clare Stancliffe (éd.), St Cuthbert, his Cult and his Community to AD 1200, Woodbridge, The Boydell Press, 1989 (ISBN 978-0-85115-510-4), p. 339-341.
- (en) Philip Grierson et Mark Blackburn, Medieval European Coinage 1: The Early Middle Ages (5th-10th centuries), Cambridge University Press, 1986 (ISBN 0-521-26009-4).
- (en) Kevin Halloran, « A Murder at Pucklechurch : The Death of King Edmund, 26 May 946 », Midland History, vol. 40, no 1,‎ 2015, p. 120-129 (DOI 10.1179/0047729X15Z.00000000051).
- (en) Cyril Hart, « Athelstan ‘Half King’ and his family », Anglo-Saxon England, vol. 2,‎ 1973, p. 115-144 (DOI 10.1017/S0263675100000375).
- (en) Clare Higgins, « Some New Thoughts on the Nature Goddess Silk », dans Gerald Bonner, David Rollason & Clare Stancliffe (éd.), St Cuthbert, his Cult and his Community to AD 1200, Woodbridge, The Boydell Press, 1989 (ISBN 978-0-85115-510-4), p. 329-337.
- (en) Richard Huscroft, Making England 796-1042, Abingdon, Routledge, 2019 (ISBN 978-1-138-18246-2).
- (en) Simon Keynes, « King Æthelstan's books », dans Michael Lapidge et Helmut Gneuss (éd.), Learning and Literature in Anglo-Saxon England, Cambridge, Cambridge University Press, 1985 (ISBN 978-0-521-25902-6), p. 143-201.
- (en) Simon Keynes, « Church Councils, Royal Assemblies and Anglo-Saxon Royal Diplomas », dans Gale Owen-Crocker et Brian Schneider (éd.), Kingship, Legislation and Power in Anglo-Saxon England, Woodbridge, The Boydell Press, 2013 (ISBN 978-1-84383-877-7), p. 17-182.
- (en) Simon Keynes, « Kingston upon Thames », dans Michael Lapidge, John Blair, Simon Keynes et Donald Scragg (éd.), The Wiley Blackwell Encyclopedia of Anglo-Saxon England, Wiley Blackwell, 2014, 2e éd. (ISBN 978-0-470-65632-7).
- (en) Ryan Lavelle, Alfred's Wars : Sources and Interpretations of Anglo-Saxon Warfare in the Viking Age, Woodbridge, The Boydell Press, 2010 (ISBN 978-1-84383-739-8).
- (en) Nicole Marafioti, The King's Body : Burial and Succession in Late Anglo-Saxon England, Toronto, University of Toronto Press, 2014 (ISBN 978-1-4426-4758-9).
- (en) Audrey Meaney, « Old English Legal and Penitential Penalties for 'Heathenism' », dans Simon Keynes et Alfred P. Smyth (éd.), Anglo-Saxons : Studies Presented to Cyril Roy Hart, Dublin, Four Courts Press, 2006 (ISBN 978-1-85182-932-3), p. 127-158.
- (en) Sean Miller, « Edmund », dans Michael Lapidge, John Blair, Simon Keynes et Donald Scragg (éd.), The Wiley Blackwell Encyclopedia of Anglo-Saxon England, Wiley Blackwell, 2014, 2e éd. (ISBN 978-0-470-65632-7).
- (en) George Molyneaux, The Formation of the English Kingdom in the Tenth Century, Oxford, Oxford University Press, 2015 (ISBN 978-0-19-871791-1).
- (en) Rory Naismith, « Prelude to Reform : Tenth-Century English Coinage in Perspective », dans Rory Naismith, Martin Allen et Elina Screen (éd.), Early Medieval Monetary History : Studies in Memory of Mark Blackburn, Abingdon, Routledge, 2014 (ISBN 978-0-367-59999-7), p. 39-83.
- (en) Janet Nelson, « Inauguration Rituals », dans P. H. Sawyer et I. N. Wood (éd.), Early Medieval Kingship, Leeds, School of History, University of Leeds, 1977 (ISBN 978-0-906200-00-1), p. 50-71.
- (en) Levi Roach, Kingship and Consent in Anglo-Saxon England, 871–978, Cambridge, Cambridge University Press, 2013 (ISBN 978-1-107-03653-6).
- (en) David Rollason, « Relic-cults as an instrument of royal policy c. 900—c. 1050 », Anglo-Saxon England, vol. 15,‎ 1986, p. 91-103 (DOI 10.1017/S0263675100003707).
- (en) David Rollason et R. B. Dobson, « Cuthbert [St Cuthbert] (c.635–687) », dans Oxford Dictionary of National Biography, Oxford University Press, 2004 (lire en ligne ).
- Yves Sassier, Hugues Capet : Naissance d'une dynastie, Fayard, 1987 (ISBN 978-2-213-67002-7).
- (en) Alfred P. Smyth, Scandinavian York and Dublin, vol. 2, New Jersey, Humanities Press, 1979 (ISBN 978-0-391-01049-9).
- (en) Pauline Stafford, « The King's Wife in Wessex 800–1066 », Past and Present, vol. 91,‎ 1981, p. 3-27 (DOI 10.1093/past/91.1.3).
- (en) Pauline Stafford, « Eadgifu (b. in or before 904, d. in or after 966) », dans Oxford Dictionary of National Biography, Oxford University Press, 2004 (lire en ligne ).
- (en) Frank M. Stenton, Anglo-Saxon England, Oxford University Press, 1971, 3e éd. (ISBN 0-19-280139-2).
- (en) Alaric Trousdale, Rex Augustissimus : Reassessing the Reign of King Edmund of England, 939-46, Université d'Édimbourg, 2007 (OCLC 646764020, présentation en ligne).
- (en) Alaric Trousdale, « Being Everywhere at Once : Delegation and Royal Authority in Late Anglo-Saxon England », dans Gale Owen-Crocker et Brian Schneider (éd.), Kingship, Legislation and Power in Anglo-Saxon England, Woodbridge, The Boydell Press, 2013 (ISBN 978-1-84383-877-7), p. 275-296.
- (en) Simon Walker, « A Context for 'Brunanburh'? », dans Timothy Reuter (éd.), Warriors and Churchmen in the High Middle Ages : Essays Presented to Karl Leyser, Londres, The Hambledon Press, 1992 (ISBN 978-1-85285-063-0), p. 21-39.
- (en) Dorothy Whitelock, The Beginnings of English Society, Londres, Penguin Books, 1991 (1re éd. 1952) (ISBN 978-0-14-013764-4).
- (en) Ann Williams, Kingship and Government in Pre-Conquest England c. 500–1066, Basingstoke, Macmillan, 1999 (ISBN 0-333-56797-8).
- (en) Ann Williams, « Edmund I (920/21–946) », dans Oxford Dictionary of National Biography, Oxford University Press, 2004 (lire en ligne ).
- (en) Patrick Wormald, Legal Culture in the Early Medieval West : Law as Text, Image and Experience, Londres, The Hambledon Press, 1999 (ISBN 978-1-85285-175-0).
- (en) Patrick Wormald, The Making of English Law : King Alfred to the Twelfth Century. Volume 1, Legislation and Its Limits, Blackwell, 2001 (1re éd. 1999) (ISBN 978-0-631-13496-1).
- (en) Barbara Yorke, Wessex in the Early Middle Ages, Leicester University Press, 1995 (ISBN 0-7185-1856-X).